# Estatuto de Rhuddlan
El Estatuto de Rhuddlan fue creado el 3 de marzo de 1284 después de la conquista de Gales por parte del entonces rey de Inglaterra Eduardo I.
El Estatuto de Rhuddlan fue emitido desde el castillo Rhuddlan en el norte de Gales, dicho castillo fue construido como un 'anillo de hierro' en las fortalezas del rey Eduardo I, en su última campaña contra el pueblo galés del siglo XIII.
Después de la derrota y muerte de Llywelyn ap Gruffydd en 1282, País de Gales fue incorporado a Inglaterra y Eduardo empieza a pacificar el nuevo territorio.
El Estatuto dividió a Gales en los condados de Anglesey, Merioneth y Caernarvon fueron creados de los remanentes del Reino de Llywelyn de Gwynedd.
Esto introdujo el sistema de derecho consuetudinario inglés, y permitió al rey designar a funcionarios reales como alguaciles, jueces de instrucción y administradores para recoger impuestos y administrar la justicia. Además, las oficinas de justicia y chambelán fueron creadas para asistir al sheriff.
Algunas costumbres galesas fueron permitidas, por ejemplo, los específicos de la herencia, y los señores de Marcher conservaron la mayoría de su independencia, como tenían antes de la conquista.
El Estatuto permaneció en vigor hasta las leyes del rey Enrique VIII en 1536.
- Datos: Q1190809